# رگرسیون نمادین

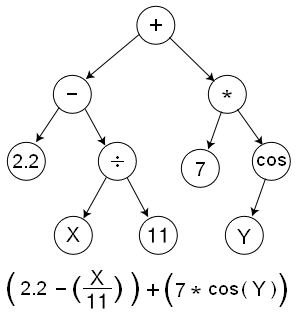
درخت عبارت می‌تواند در مسئلهٔ رگرسیون نمادین نشان‌دهندهٔ یک تابع باشد.

رگرسیون نمادین(به انگلیسی: Symbolic Regression) نوعی تحلیل رگرسیونی است که فضای عبارت‌های ریاضی را جستجو می‌کند تا عبارتی را پیدا کند که هم از نظر دقت و هم از نظر سادگی با یک مجموعه داده معین مطابقت دارد.
هیچ مدل خاصی به عنوان نقطه آغازین برای رگرسیون نمادین ارائه نمی‌شود. در عوض، عبارات اولیه با به صورت تصادفی با بلوک‌های سازنده ریاضی مانند عملگرهای ریاضی، توابع تحلیلی، ثابت‌ها و متغیرهای حالت تشکیل می‌شوند. معمولاً، زیرمجموعه‌ای از این موارد اولیه توسط شخصی که آن را اجرا می‌کند مشخص می‌شود، اما این یکی از الزامات تکنیک نیست. مسئله رگرسیون نمادین برای تابع‌های ریاضی با روش‌های مختلفی حل می‌شود. از جملهٔ این موارد می‌توان به ترکیب عبارت‌ها با استفاده از برنامه‌نویسی ژنتیک اشاره کرد. همچنین روش‌های جدیدتر با استفاده از روش‌های بیزی و شبکه‌های عصبی برای حل این‌گونه مسائل پیشنهاد شده است. یکی دیگر از روش‌های جایگزین و البته غیر کلاسیک برای حل این‌گونه مسائل، تبدیل آن به یابنده عام تابع‌ها (به انگلیسی:Universal Functions Originator یا UFO) می‌باشد که دارای مکانیسم، فضای جستجو و استراتژی ساخت متفاوت است. روش‌های دیگری نیز مانند یادگیری دقیق وجود دارند که تلاش می‌کنند تا مسئلهٔ خوبی را به یک مسئله لحظه‌ای در فضای تابع طبیعی تبدیل کنند، که معمولاً بر اساس تعمیم‌های تابع Meijer-G ساخته می‌شود.